# 松平義真
松平 義真（まつだいら よしざね）は、江戸時代中期の大名。陸奥国梁川藩の第3代藩主。官位は従四位下・式部大輔、侍従。

## 略歴
第2代藩主・松平義方の長男として誕生。母は浅野綱長の娘・於三（現成院）。幼名は求馬。
享保5年（1720年）11月25日、髪置。享保6年（1721年）5月2日、義方の死去により跡を継ぐ。享保8年（1723年）1月4日、尾張藩主・徳川継友に初対顔する。しかし幼少のため、藩政は家老によって執り行なわれた。享保11年（1726年）5月8日、8代将軍・徳川吉宗に初御目見する。享保13年（1728年）12月に叙任するが、翌年5月5日にもともと病弱だったことから12歳で早世する。
戒名は善暁院殿本誉速證源然大居士。正室はなく嗣子もおらず、梁川藩は改易となる。同年8月11日に本家の尾張藩から松平通春（後の徳川宗春）が再興することとなる。墓所は東京都文京区小石川の伝通院。